# Billy Baxter
William E. Baxter Jr., meglio noto come Billy Baxter (Augusta, 21 settembre 1940), è un giocatore di poker statunitense.
Dal 2006 fa parte del Poker Hall of Fame.
In carriera ha vinto 7 braccialetti delle World Series of Poker: 5 nella specialità del Deuce to Seven, uno nel Razz ed un altro nell'Ace to Five Draw. Nella classifica dei più titolati figura al 7º posto, alla pari con Mến Nguyễn.
Vanta inoltre 29 piazzamenti a premi alle WSOP (l'ultimo nel 2010) ed un 22º posto come risultato migliore in un Main Event (nel 1997).
Baxter è noto anche per essere stato il finanziatore del buy-in di iscrizione di Stu Ungar al Main Event delle WSOP 1997, torneo poi vinto dallo stesso Ungar.

## Braccialetti
| Anno | Torneo                      | Premio (US$) |
| ---- | --------------------------- | ------------ |
| 1975 | $1.000 Deuce to Seven       | $35.000      |
| 1978 | $10.000 Deuce to Seven Draw | $90.000      |
| 1982 | $10.000 Deuce to Seven Draw | $95.000      |
| 1982 | $2.500 Ace to Five Draw     | $48.750      |
| 1987 | $5.000 Deuce to Seven Draw  | $153.000     |
| 1993 | $5.000 Deuce to Seven Draw  | $130.500     |
| 2002 | $1.500 Razz                 | $64.860      |